# Mateo Gamarra
Mateo Gamarra González (Concepción, nascido em 20 de outubro de 2000) é um futebolista paraguaio que atua como zagueiro ou lateral-esquerdo no Cruzeiro, emprestado pelo Athletico Paranaense, e pela seleção paraguaia.

## Carreira

### Clubes
Nascido em Concepción, Gamarra ingressou no Independiente FBC aos 15 anos.
Teve destaque em 2022 atuando regularmente pelo Olimpia no Campeonato Paraguaio, Copa Libertadores e Copa Sul-Americana. Conquistou seu primeiro título com o clube ao vencer o Torneio Clausura de 2022.
Em 19 de dezembro de 2023, foi anunciado como reforço do Athletico Paranaense, assinando contrato por quatro temporadas.
No dia 14 de fevereiro de 2025, foi emprestado ao Cruzeiro até o fim do ano.

### Seleção nacional
Gamarra estreou pela seleção paraguaia no dia 1 de setembro de 2022, em amistoso contra o México.

## Vida pessoal
Mateo é um dos 14 filhos de Vidalia González. Seu pai faleceu quando ele ainda era adolescente. Durante a pandemia de COVID-19, Gamarra trabalhou como pintor para ajudar financeiramente sua família.
Também organiza partidas amistosas solidárias em sua cidade natal para arrecadar fundos para causas sociais.

## Títulos
Olimpia
- Copa do Paraguai: 2021[10]
- Supercopa do Paraguai: 2021[10]
- Campeonato Paraguaio: 2022 Clausura[10]

Athletico Paranaense
- Campeonato Paranaense: 2024[10]